# Olpe (vaso)

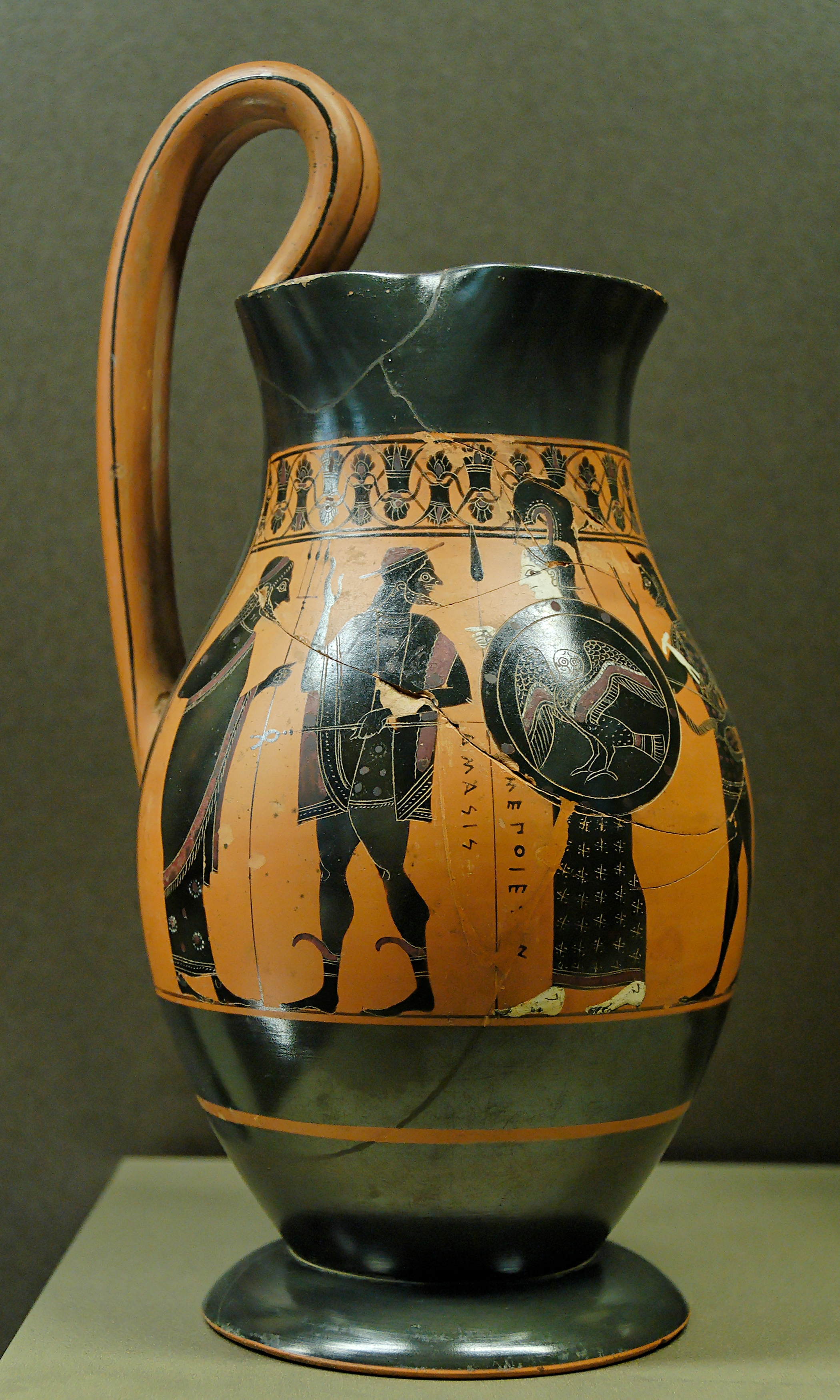
Olpe attica a figure nere del Pittore di Amasis, conservata al Museo del Louvre

L'olpe era una brocca, con corpo allungato e imboccatura rotonda, diffusa nella ceramica corinzia e attica, derivante da prototipi metallici (le due rotelle presenti all'attaccatura dell'ansa rappresentano le borchie necessarie al fissaggio). È un tipo di oinochoe con profilo continuo e con ansa unica e alta che si estende al di sopra dell'imboccatura. Veniva usata come le altre oinochoai per versare il vino.
In un sepolcro della necropoli Ara del Tufo a Tuscania, ne è stata ritrovata una di produzione etrusca, a figure nere attribuita al Pittore di Micali (VI secolo a.C.), comprovante l'influsso delle civiltà greca su quella etrusca.